# Narinkentorget

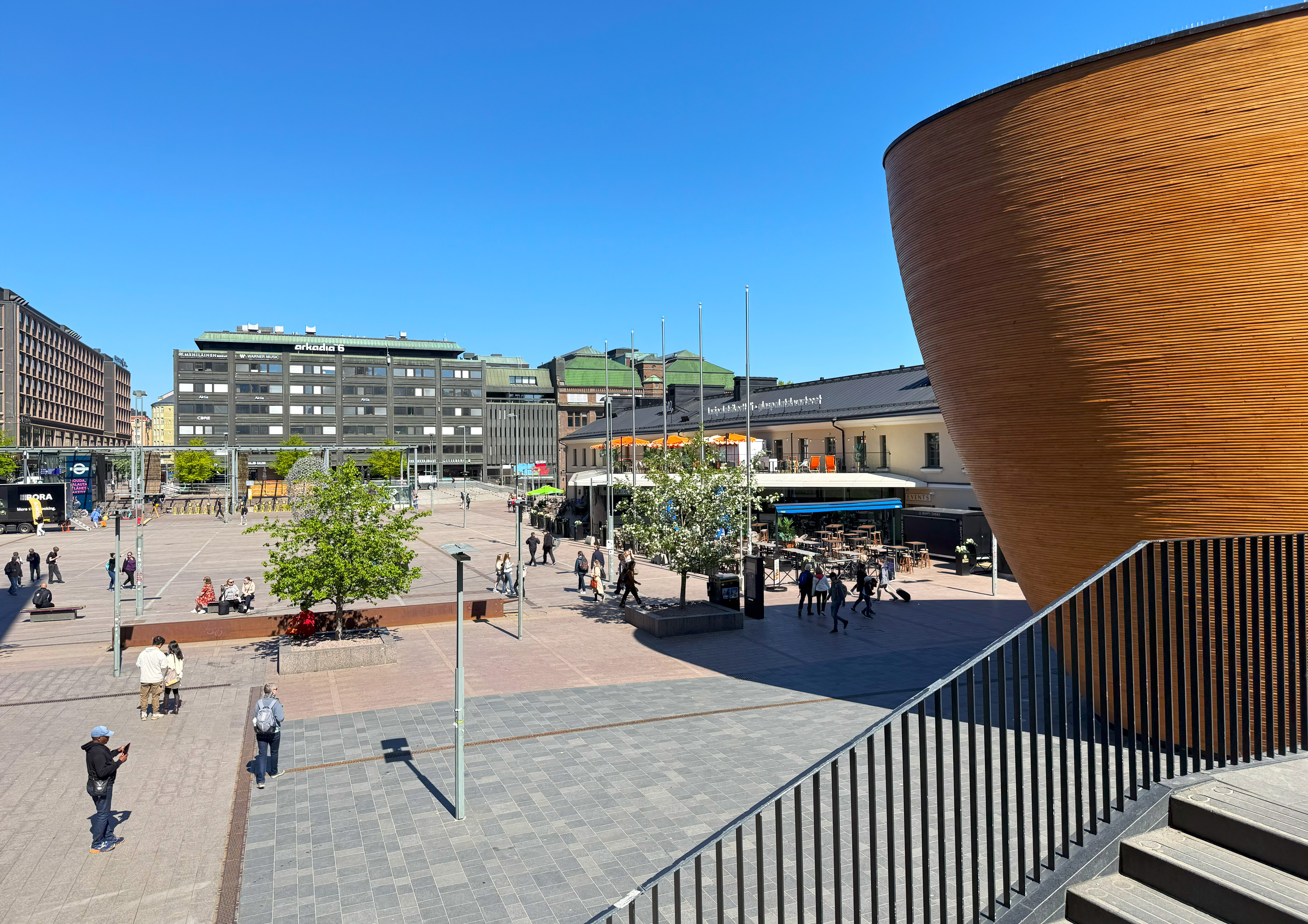
Kulturkasernen vid Narinkentorget, delvis skymd av Kampens kapell.

Narinkentorget eller Narinken  (finska: Narinkkatori eller Narinkka) är ett torg i stadsdelen Kampen i Helsingfors, som anlades i början av 2000-talet. Det har sitt namn efter Narinken, som var ett marknadsområde med fasta bodar, som låg utmed Simonsgatan från senare delen av 1800-talet och fram till 1929.
Narinkentorget ligger mellan Simonsgatan och Salomonsgatan och mellan Kampens centrum och Kulturkasernen och flankeras av Simonsgatan och Salomonsgatan. Det ligger ovanpå Kampens underjordiska busstation, på mark som sedan 1830-talet ingått i Åbo kaserns kasernområde och under andra hälften av 1900-talet varit ett busstorg. Det används som gångstråk mellan Kampens centrum med bland annat metrostation Kampens metrostation och bussterminalen, och Mannerheimvägen, samt för evenemang.
I torgets hörn mot öster ligger Kampens kapell och i dessa norra hörn Mauno Koivistos plats. På torget står Eva Löfdahls skulptur Entreprenörmonumentet i aluminium, som restes 2006 som en hyllning till finländska entreprenörer.
Namnet kommer från Narinken, den tidigare marknaden för framför allt begagnade kläder, som låg vid Simonsgatan 1876–1929 på den plats där numera Hotell Scandic Simonkenttä ligger.

## Historik
Narinkentorget har fått sitt namn från marknaden Narinken, som fungerade mellan 1876 och 1929 och låg vid Simonsgatan, på platsen för det nuvarande Hotell Scandic Simonkentä. Narinken användes framför allt av ryska och ryskättade judar, som sålde begagnade kläder. Åbo kaserns huvudbyggnad låg till 1930-talet där Glaspalatset ligger idag, och andra barackbyggnader samt det militära exercisområdet låg där Narinkentorget ligger idag samt sydväst och söder därom. Åbo kaserns huvudbyggnad förstördes i finska inbördeskriget 1918, och Glaspalatset uppfördes senare i dess ställe. Kvar av byggnader från denna tid är endast den nuvarande Kulturkasernen.
Från omkring 1936 till 2005 användes området som busstation, med Åbo kaserns tidigare matsalsbyggnad (nuvarande Kulturkasernen) som stationsbyggnad. Omkring 2005 flyttade busstationen under marken, under nuvarande Narinkentorget och byggkomplexet Kampens centrum. Ändhållplatserna för avgående fjärrtrafik låg tidigare på en öppen plats mellan busstationensbyggnaden och Glaspalatset. Ankommande bussar anlände till nuvarande Narinkentorget, där det också fanns avgångshållplatser för regionala bussar till norra Esbo och västra Vanda. På grund av topografin skilde en brant stensluttning regionaltrafiken från hållplatsområdet för långdistansbussar nedanför, på platsen för nuvarande Narinkentorget. Numera finns en hotellbyggnad i dess ställe.

## Byggnader vid torget i urval
- Köpcentret Kampens centrum
- Scandic Simonkenttä Hotel
- Sokos Hotel Presidentti
- Kontorshuset Arkadia nr 6
- Kulturkasernen
- Kampens kapell

## Bildgalleri

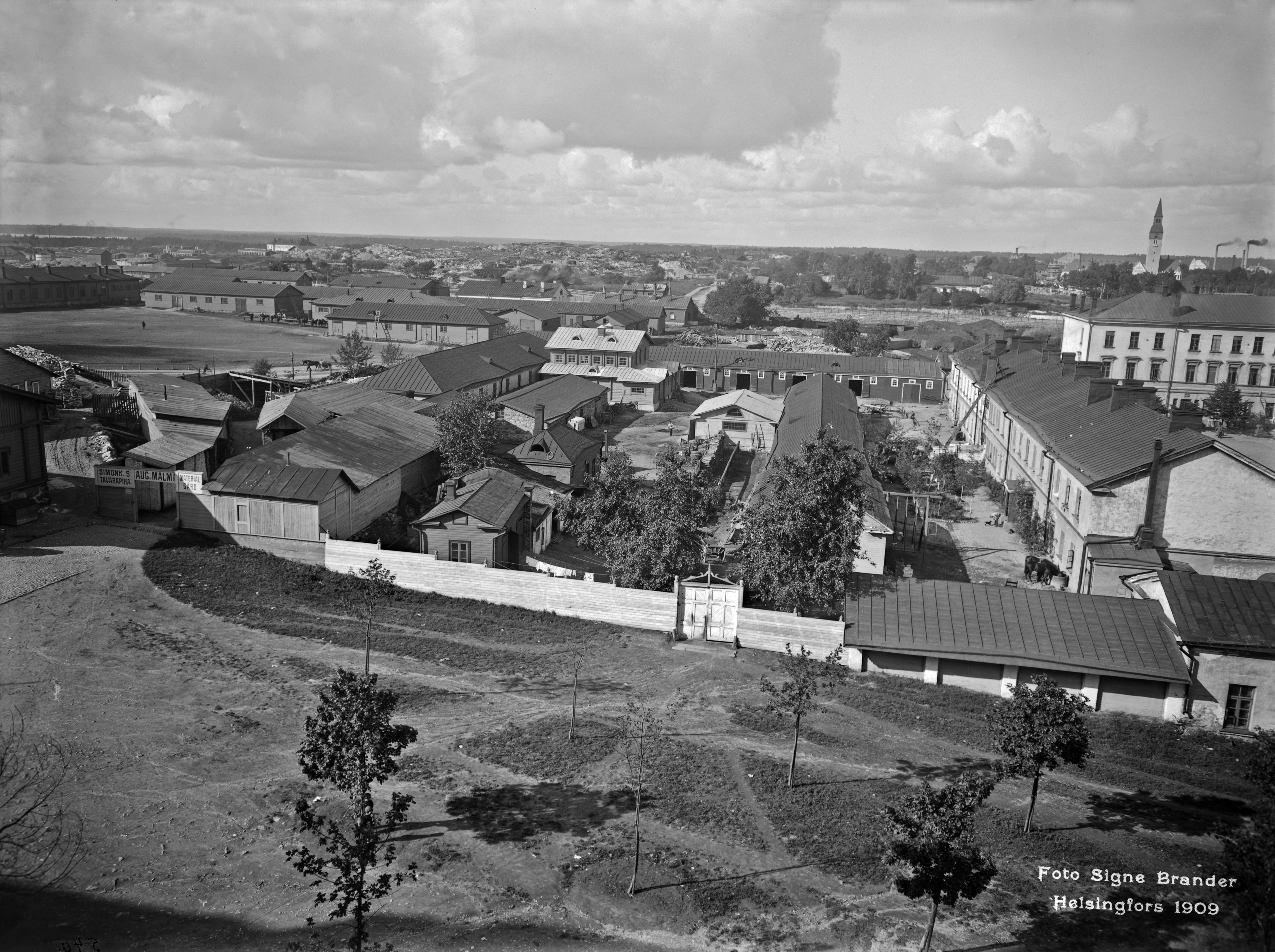
Området där Narinkentorget ligger, 1909, sett norrut från Simonsgatan. Foto: Signe Brander.
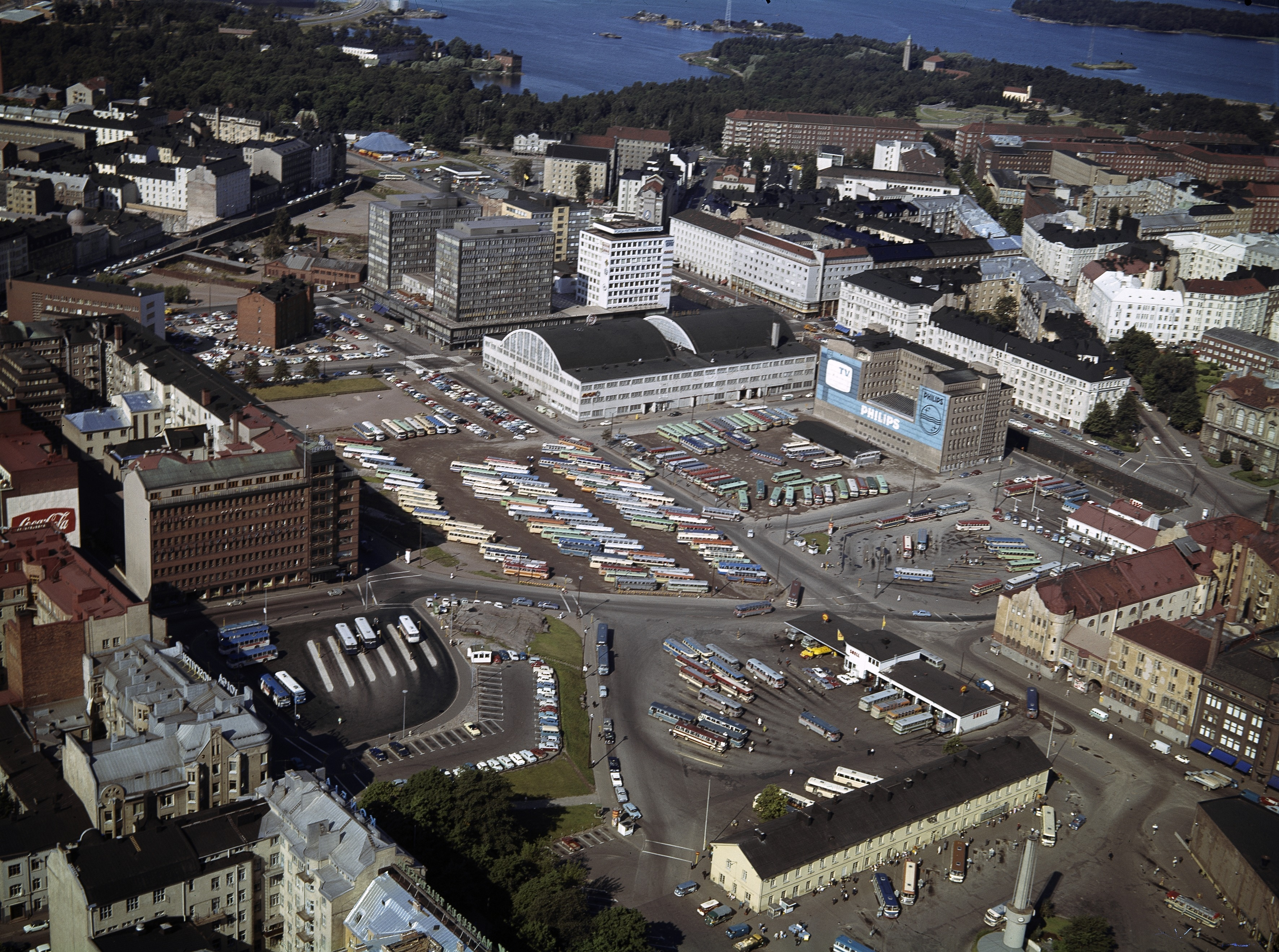
Busstorgsområdet mot norr, 1964. Tennispalatset ligger ungefär mitt i bilden.
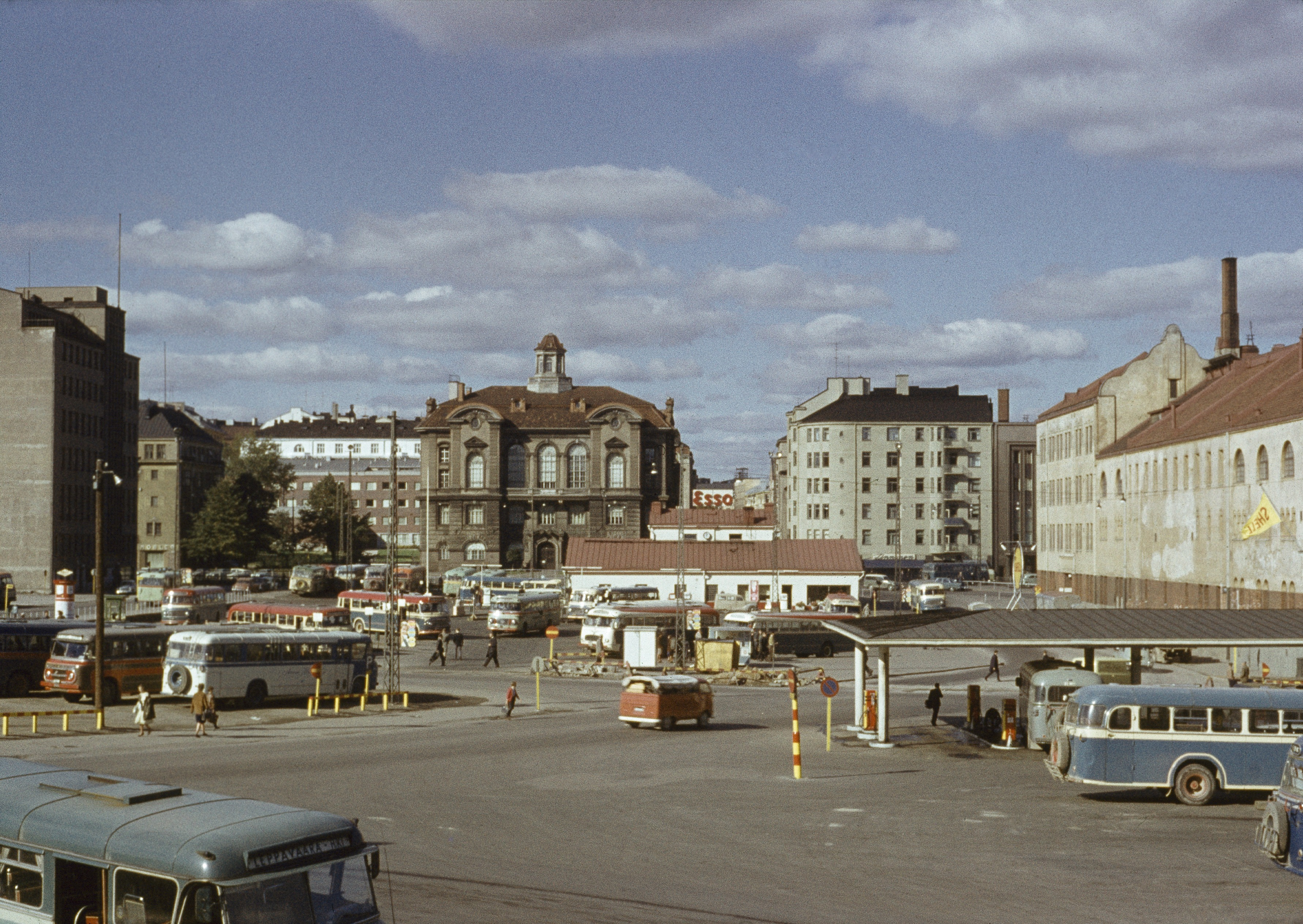
Busstorgets utvidgning mot nordost, 1960-talet. I fonden syns Naturhistoriska museet vid Arkadiagatan.
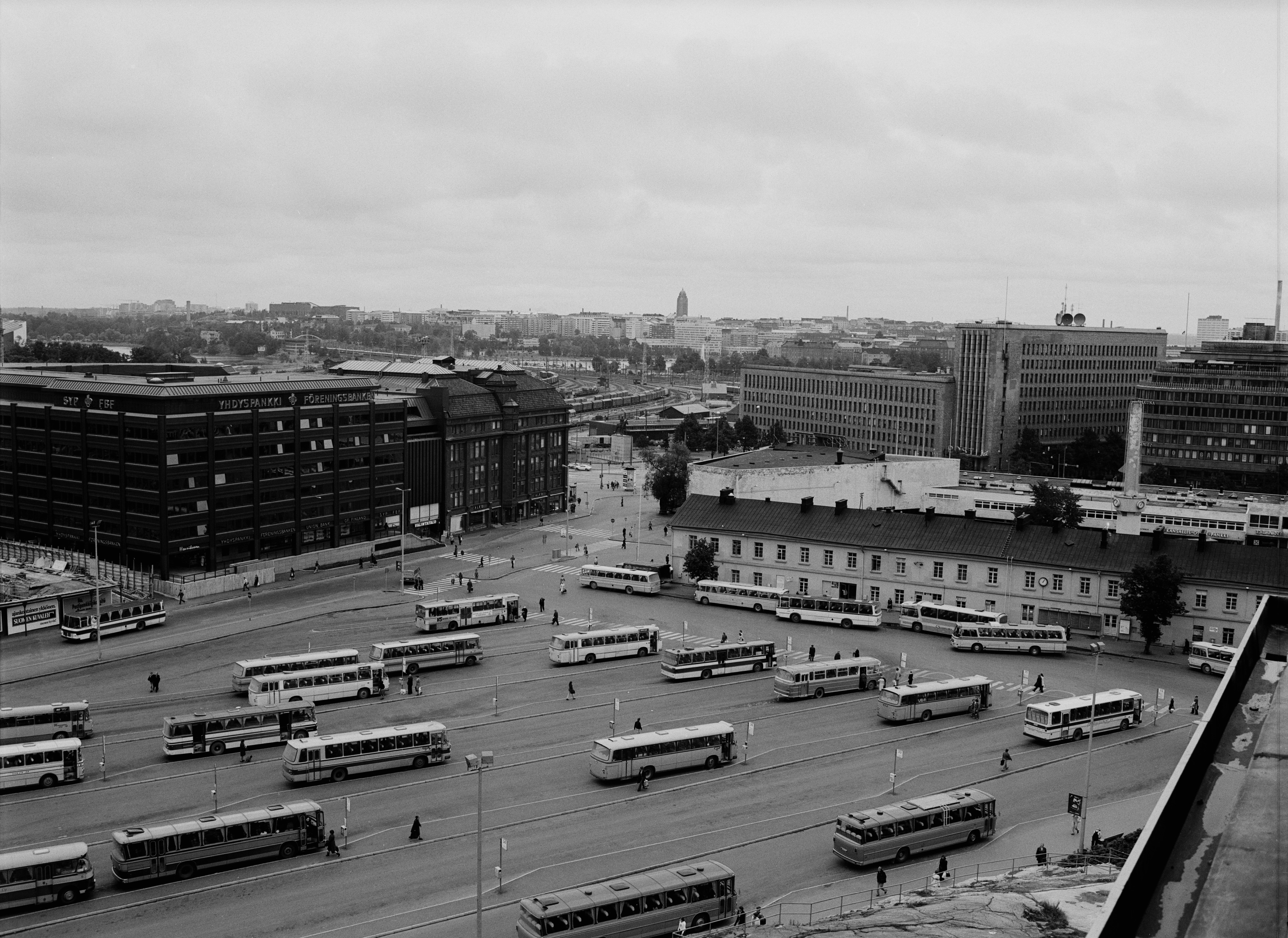
Busstorget, 1977
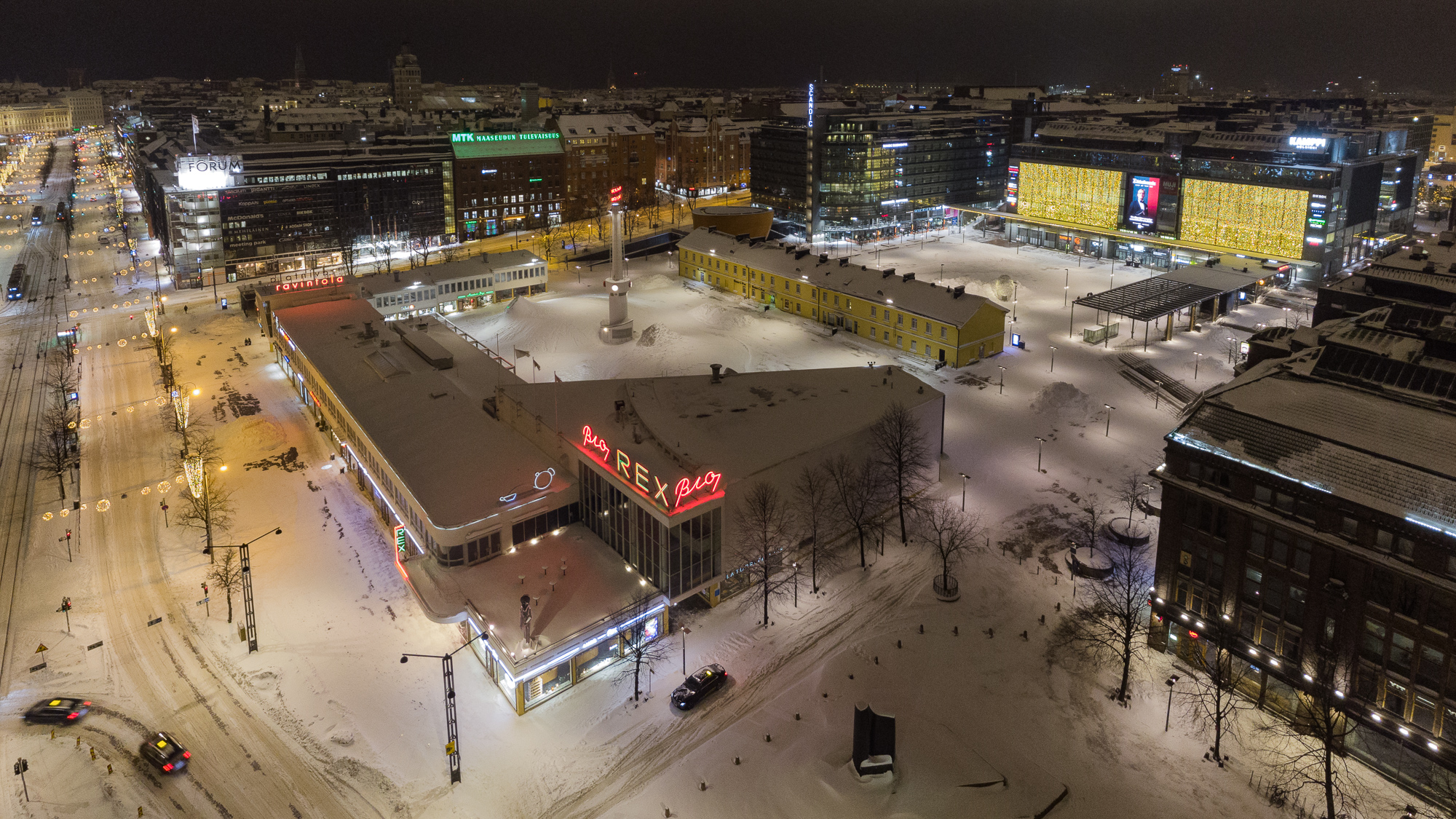
Narinkentorget, sett mot nordväst, med omgivning, 2021. Längst till vänster i bilden är Mannerheimvägen och Glaspalatset.
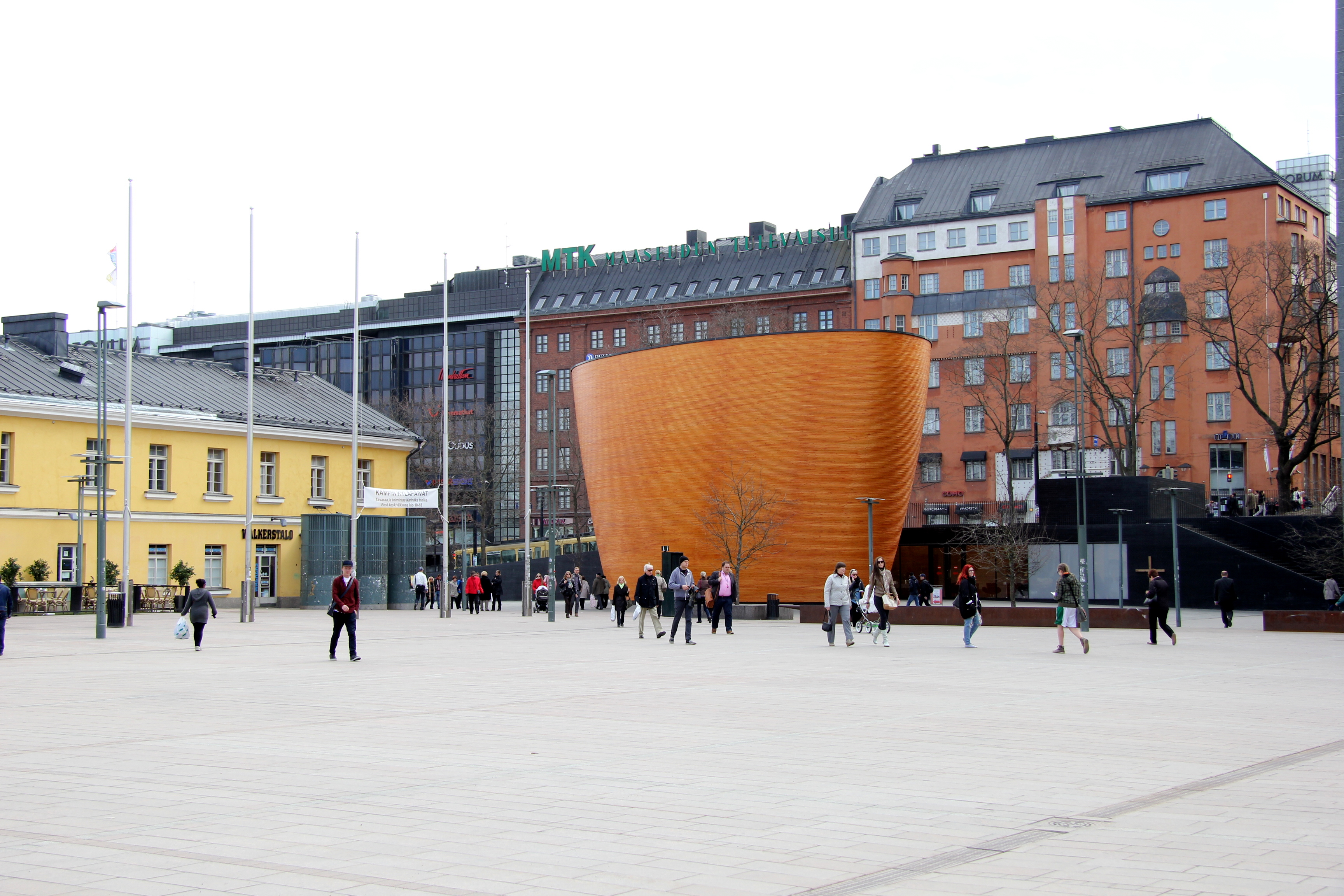
Narinkentorget, sett mot sydväst, med Kampens kapell mot Simonsgatan och med Kulturkasernen i bakgrunden till vänster, 2013
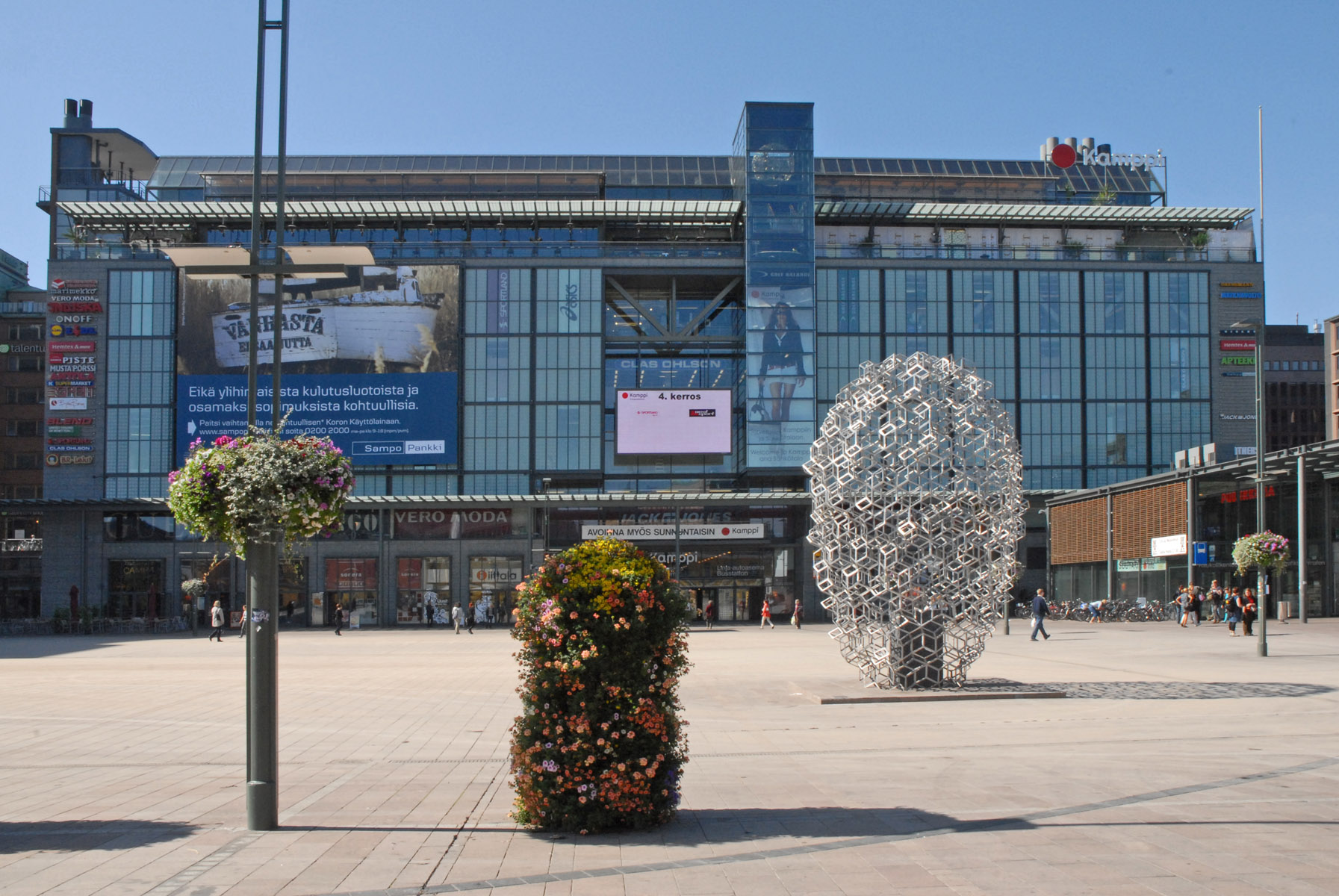
Kampens centrum med skulpturen Entreprenörmonumentet av Eva Löfdahl
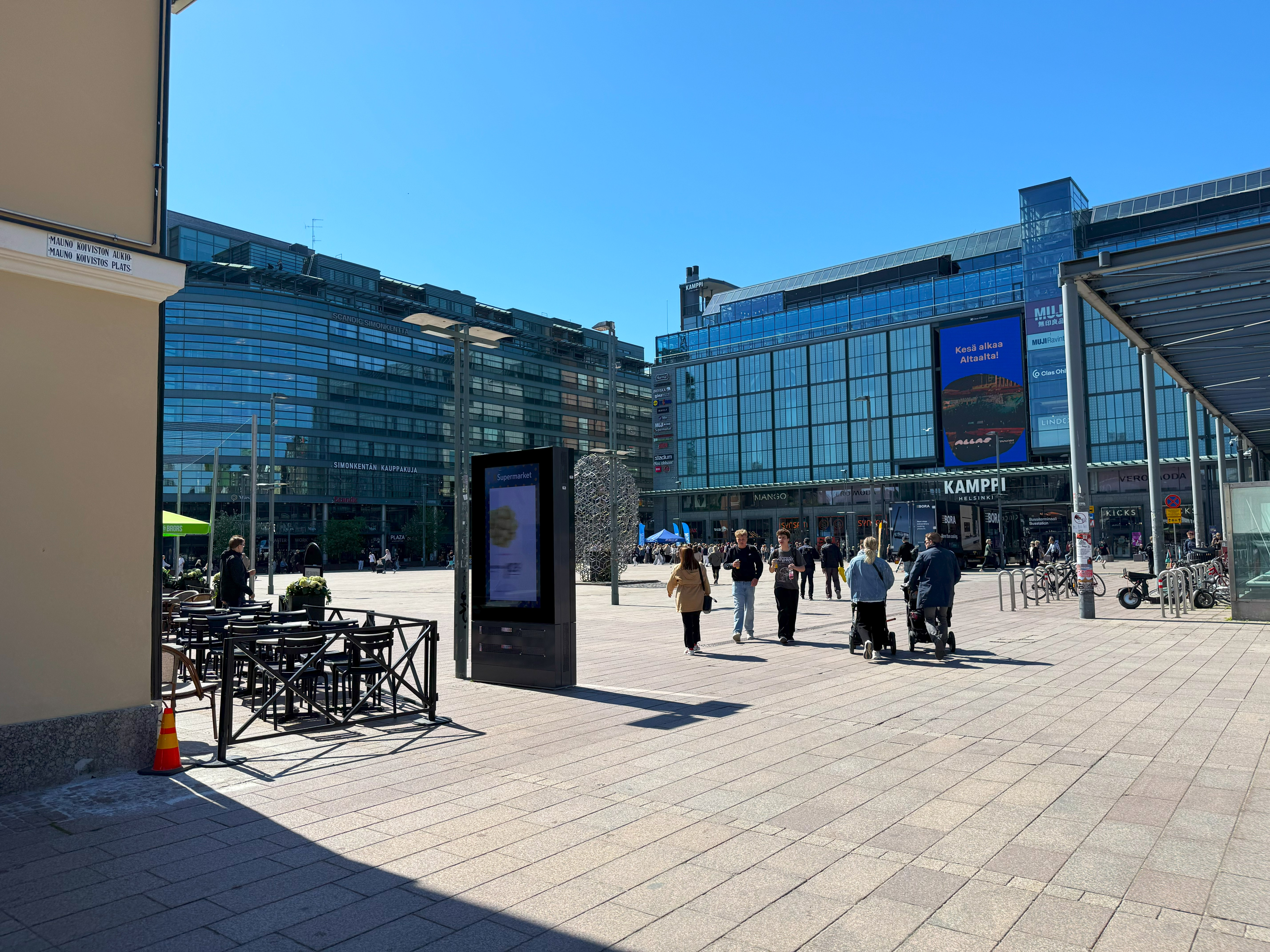
Narinkentorget med bland andra Scandic Simonkenttä Hotel och Kampens centrum, sett från Mauno Koivistos plats